# Ладейный Лог
Ладейный Лог — река в России, протекает в Гремячинском и Губахинском районах Пермского края. Устье реки находится в 88 км по левому берегу реки Косьва. Длина реки составляет 15 км.
Начало реки в Гремячинском районе у посёлка Шумихинский. Река течёт на северо-запад по лесу восточнее хребта холмов Рудянский. Впадает в Косьву в черте города Губаха, у горы Крестовая (471 м НУМ). Река является сезонной и в межень полностью пересыхает.

## Данные водного реестра
По данным государственного водного реестра России относится к Камскому бассейновому округу, водохозяйственный участок реки — Кама от города Березники до Камского гидроузла, без реки Косьва (от истока до Широковского гидроузла), Чусовая и Сылва, речной подбассейн реки — бассейны притоков Камы до впадения Белой. Речной бассейн реки — Кама.
По данным геоинформационной системы водохозяйственного районирования территории РФ, подготовленной Федеральным агентством водных ресурсов:
- Код водного объекта в государственном водном реестре — 10010100912111100008731
- Код по гидрологической изученности (ГИ) — 111100873
- Код бассейна — 10.01.01.009
- Номер тома по ГИ — 11
- Выпуск по ГИ — 1